# Max Abegglen
Max „Xam” Abegglen (ur. 11 kwietnia 1902 w Neuchâtel, zm. 26 sierpnia 1970 w Zermatt) – szwajcarski piłkarz, starszy brat André Abegglena.

## Kariera sportowa
Już w swoim pierwszym międzynarodowym występie w 1922 strzelił 3 bramki, przyczyniając się znacznie do zwycięstwa 5:0 nad Holandią. W 1924 zdobył dla Szwajcarii srebrny medal olimpijski. W 1919 przeniósł się z Cantonal Neuchâtel do Lausanne Sports, a w 1923 roku został zawodnikiem Grasshopper Club, z którym pięciokrotnie zdobył tytuł mistrza Szwajcarii oraz siedmiokrotnie Puchar Szwajcarii. Był później współzałożycielem klubu Xamax Neuchâtel, którego nazwa pochodzi od jego imienia. W reprezentacji Szwajcarii wystąpił 68 razy, strzelając 34 gole.